# 钻石岬角

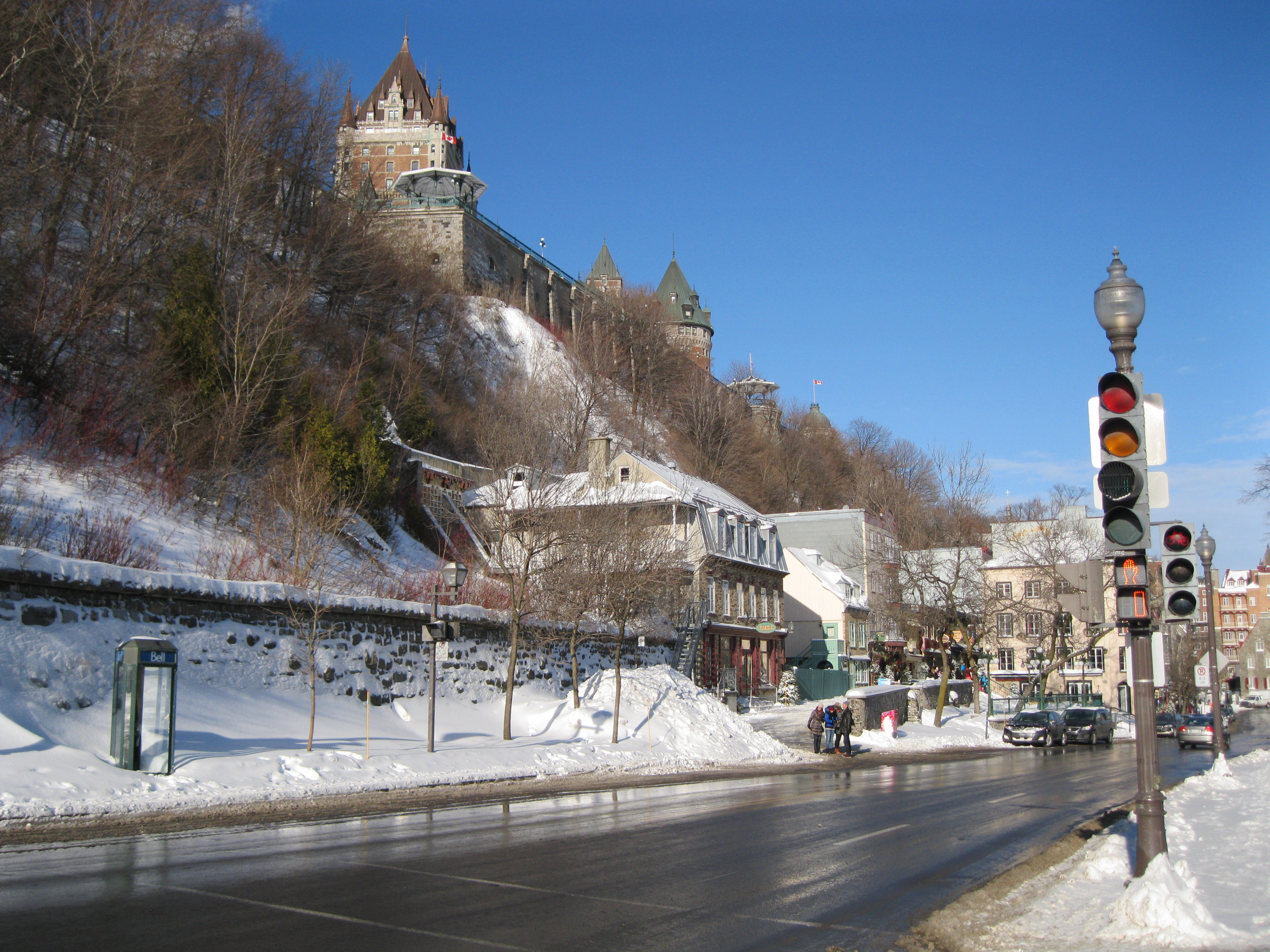
側面看钻石岬角

钻石岬角（法語：Cap Diamant）是位于加拿大魁北克市上城的岬的名称。
法国探险家雅克·卡蒂埃在悬崖上发现了闪闪发光的石头，认为石头中含有钻石。1542年，他把一些石头样本带回法国，专家得出的结论是，这些“钻石”实际上是石英，因此有谚语“假冒的加拿大钻石”。
1759年，英国将军詹姆斯·乌尔夫率軍从亚伯拉罕平原攀登上钻石岬角，征服了魁北克。
46°48′33″N 71°12′6″W / 46.80917°N 71.20167°W